# ニノチカ

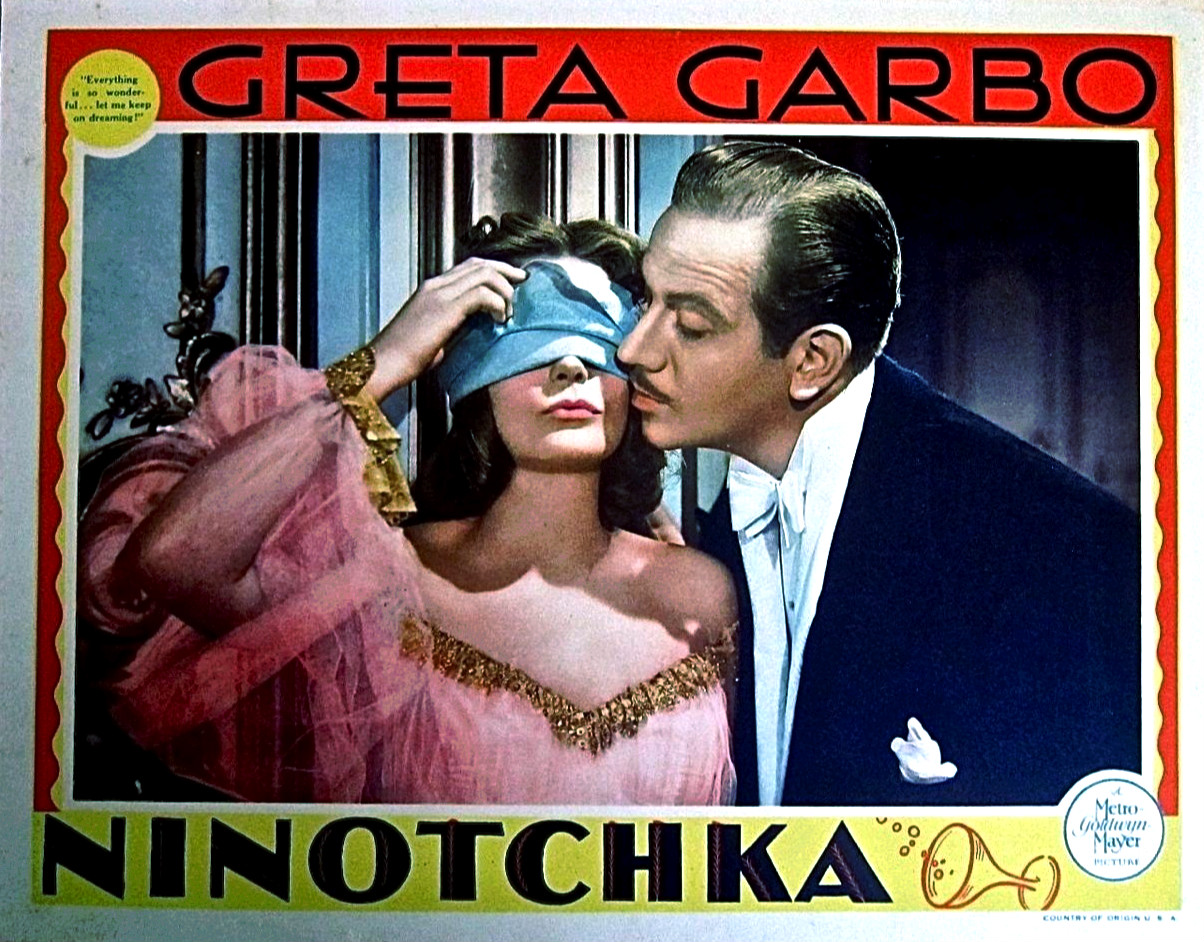
ポストカード

『ニノチカ』（Ninotchka）は、1939年のアメリカ合衆国のロマンティック・コメディ映画。監督はエルンスト・ルビッチ、出演はグレタ・ガルボとメルヴィン・ダグラスなど。
ソビエト連邦を風刺したコメディ。グレタ・ガルボが初めて出演したコメディ作品で、それまでシリアスな役どころが多く「笑わない女優」と呼ばれていたガルボが大笑いするシーンがあることから、公開当時は「Garbo laughs!」（ガルボ笑う）というキャッチコピーが使われた。これは、ガルボが最初に出演したトーキー映画『アンナ・クリスティ』のコピー「Garbo talks!」（ガルボ話す）をもじったものである。
日本では1949年に『ニノチカ』のタイトルで劇場公開された後、『グレタ・ガルボの ニノチカ』のタイトルでビデオ発売されたことがある。

## ストーリー
ロシア革命で貴族から没収した宝石を売却して食料危機に対処するための資金にするため、ソ連貿易省の3人の役人（ブリヤノフ、アイラノフ、コパルスキー）がパリに派遣される。ロシアの大公女スワナの忠臣で現在はホテルマンとして働いているラコーニン伯爵は、3人が所持している宝石が大公女のものであることを知り、彼女に知らせる。彼女の愛人であるレオン・ダルグー伯爵は、裁判所に宝石の不当没収を申し立て、売買・移動の禁止を訴えたと話し、彼らの懐柔を図る。食べ物を運ぶホテルマンや煙草売りの女性が彼らの部屋に入っていくと、中からは楽しそうな声が聞こえる。すっかり懐柔された3人の帽子はシルクハットになる。
3人の仕事が遅延しているため、ソビエト当局は共産主義を信奉するニノチカをお目付け役として参加させることにする。パリ到着の日、駅で3人はそれらしい人物をニノチカだと思って追うが、実はナチスであった。ともかくも3人と落ち合ったニノチカは、ホテルのショップで女性用の奇抜な帽子を見て「あんな帽子を女にかぶせる文明は滅びる」と言う。
ニノチカとレオンの出会いは、横断歩道を渡っている際に信号が変わり、中央分離帯に残されたときである。レオンの部屋で初めてキスを交わしたあと電話が入り、レオンがソビエト当局者の名前の綴りを確認する段で、お互いが敵対者であることを知る。自分が殺したポーランド兵にもキスをしたといって、ニノチカは去っていく。
労働者用レストランに行くニノチカをレオンは追う。レストランでのたわいない会話を通じてニノチカの頑なな心もほぐれ、彼女は心の底から笑えるようになる。その後、ホテルに戻ったニノチカは窓を開け、冬に南に去るツバメに喩えて「私たちには高い理想が、彼らには暖かい気候がある」と言う。
裁判まで2週間となり、3人の役人をパリ見物に行かせたニノチカは、鍵のかかった引き出しからホテルのショップで見かけた帽子を取り出す。そして、カール・マルクスの『資本論』を読み始めたレオンとの邂逅となる。高級レストランで2人は偶然に大公女と居合わせ、ニノチカは自分の立場を思い知らされる。酔いつぶれたニノチカにウラジーミル・レーニンの写真がほほ笑む。
翌日、宝石は盗まれていた。大公女とかつての忠臣だったホテルマンの仕業である。大公女は、レオンを残して夕方の飛行機でロシアに帰るなら、宝石を現金化して渡すとニノチカに持ちかける。ちょうど、レオンからニノチカへ電話があり、2人は「7時に会う」約束を交わしたものの、ニノチカは約束を果たすことなく、大公女の要求通りにロシアへ飛び立つ。
ヨシフ・スターリン政権下のモスクワで卵を持ち寄って3人の役人とニノチカが再会した夜、レオンからの手紙が届くが検閲でほとんど読みとれない。ブリヤノフは「思い出までは検閲できない」と言い残し、3人は帰っていく。
コンスタンティノープルへ毛皮の販売に派遣された3役人を調査するよう、ニノチカは上司であるラジーニン長官から命令される。現地に着くと3人はロシアレストランを開店させ、国に戻らないと言う。これはレオンがニノチカを出国させる作戦だった。「ブリヤノフとアイラノフの店」というネオンが輝いている。店の前で、「ブリヤノフとアイラノフに抗議!私の名前もネオンに」とプラカードを掲げるコパルスキーの姿でエンディングとなる。

## キャスト
※括弧内は日本語吹替
- ニノチカ: グレタ・ガルボ（山崎左度子）
- レオン・ダルグー伯爵: メルヴィン・ダグラス（仁内達之）
- スワナ大公女: アイナ・クレア（花形恵子）
- アイラノフ: シグ・ルーマン（英語版）
- ブリヤノフ: フェリックス・ブレサート（英語版）
- コパルスキー: アレクサンダー・グラナック
- ラジーニン長官: ベラ・ルゴシ

## 作品の評価

### 映画批評家によるレビュー
Rotten Tomatoesによれば、批評家の一致した見解は「グレタ・ガルボがキャリア末期にコメディの才能を証明して見せた『ニノチカ』は、見逃せない古典的名作である。」であり、35件の評論のうち高評価は97%にあたる34件で、平均点は10点満点中8.4点となっている。

### 受賞歴
第12回アカデミー賞ノミネート
- アカデミー作品賞
- アカデミー主演女優賞：グレタ・ガルボ
- アカデミー原案賞：メルヒオル・レンジェル
- アカデミー脚色賞：チャールズ・ブラケット、ワルター・ライシュ（英語版）、ビリー・ワイルダー

## 日本での演劇
1989年に劇団NLTによって『ニノチカ ペレストロイカ万々歳』のタイトルで黒柳徹子、立川三貴、賀原夏子らの出演によって上演された。